# Râblure
Ne doit pas être confondu avec Jarlot.
La râblure ou jarlot désigne dans la marine en bois, une rainure de section triangulaire établie dans la quille, l'étrave et l'étambot et dans laquelle viennent s'embrèver les bordages. 

## Sémantique
Les trois arêtes du bordage reçoivent chacune un nom particulier :
- la première est nommée indifféremment trait supérieur ou intérieur de la râblure, ou encore « dessus de quille » ;
- la deuxième est le fond de râblure ;
- et la troisième le trait inférieur ou extérieur de la râblure.

Les râblures de l'étrave et de l'étambot forment le prolongement de celle de la quille et leurs arêtes conservent les mêmes désignations. Le bordage qui est reçu dans la râblure se nomme gabord ou galbord.
Il existe dans la construction des bateaux d'autres râblures qui prennent différents noms.